# どうか私より不幸でいて下さい
『どうか私より不幸でいて下さい』（どうかわたしよりふこうでいてください）は、さいマサによるオンライン小説。小説投稿サイト『エブリスタ』（エブリスタ）にて2022年2月1日から3月18日まで連載された。また、続編『どうか私より不幸でいて下さい〜after story』が2024年1月30日より9月24日まで連載された。
2022年には、エブリスタ内で実施された「comico 女性向けマンガ原作大賞」で「大人の恋愛部門」大賞を受賞。ましき構成、竹野筍作画による漫画版が『comico』（NHN comico）にて2023年10月2日より連載される。52話で一度完結したが、好評につき景子と志保のその後を描いた続編が連載された。
2024年7月より、日本テレビ放送にてテレビドラマが放送された。

## あらすじ
専業主婦の名取景子は夫婦仲も良好。気心の知れた親友がいて、大事な妹の志保もいて、まさに幸せな生活を送っていた。だが、景子は志保に夫を寝取られてしまう。志保の嫌がらせで流産し心身共に傷つき実家に戻る。のちに志保の妊娠をきっかけに夫婦関係は破綻し信一と離婚する。アパートで一人暮らししながら栄養士としての仕事を再開するも、志保がアパートに再び現れ結婚式の招待状を渡される。当初は出席するつもりのない景子は披露宴のサプライズとして登場して志保や信一の前で志保の裏の顔を暴露するなど披露宴のムードをぶち壊す。

## 登場人物
名取景子（なとり けいこ）→ 相原景子（あいはら けいこ）→ 北島景子（きたじま けいこ）
優しく控えめで妹への面倒見も良い。学生時代は成績優秀だった。家事万能かつ料理上手で栄養士の資格を持っている。旧姓は相原。物語開始時では30歳（続編では40歳）。
以前は大手メーカーで食品開発の仕事をしていたが、1年前に信一との結婚を機に退職、現在は専業主婦。
信一とは上手くいき待望の妊娠を果たすが、志保により流産させられてしまう。志保が信一との不倫と妊娠したことを知ると、信一への気持ちのすれ違いから別居を経て離婚、志保との信頼関係に綻びが生じる。
離婚後は質素なアパートで一人暮らしをする。信一と志保の結婚披露宴では親族としてでなくサプライズで出席し祝辞を述べる際に志保の秘密を暴露する。
食品会社の社員食堂で管理栄養士として務める。自分の担当した食堂のメニューを気に入ってくれた社員の片岡春希と知り合い交際・同居する。結婚のプロポーズを受け再び幸せが訪れる前に、再会した志保により春希が痴漢の濡れ衣を着せられ、結局は春希の地方左遷により交際・婚約は白紙となる。
栄養士としての仕事が見つからぬまま高級レストラン「bonheur（ボヌール）」でアルバイトとして仕事する。オーナー・武藤栄作が連れてきた志保から客の面前で屈辱的な仕打ちを受ける。
相原志保（あいはら しほ）→ （一時期）名取志保（なとり しほ）→（一時期） 武藤志保（むとう しほ）
景子の妹。物語開始時では22歳の大学生（続編では32歳）。
年の離れた姉・景子に面倒を見てもらったせいで甘えん坊に育つが、両親からその性格を咎められてしまい、特に父親とは折り合いが良くない。勉強は不得意。
以後、親の言動で何かと姉と比較されてきたせいで上昇志向と劣等感が強く、彼女を不幸にしたいと考えている。
景子の結婚式を挙げる前から信一とは不倫をし、密かに不倫の関係を持ち続ける。ある日、不倫をまだ知らない景子が妊娠すると、自分より幸せになることが許せず景子を階段から突き落として流産させた。信一との別居後に実家に戻った景子や両親に、信一と愛し合っていることと妊娠していることを告げたのを機に、景子と信一は離婚し、信一と結婚式を挙げたものの、披露宴ではサプライズで登場した景子から面前でパパ活など自分の過去を暴露され顰蹙を買った。険悪な状況で信一と結婚生活は続くなか、信一との娘・凛花を出産し、25歳の時点で心身ゆとりがなく家事が疎かな状態でワンオペ育児を続ける。信一に不満を持ち凛花を連れて実家にしばらくいるうちに景子の二度目の婚約をきっかけに妬みを強め、景子を不幸にすることに執着し始める。栄作と再婚し凛花も含めて3人での裕福なタワマン生活が続いても執着とマウントは変わらず、「bonheur（ボヌール）」でウェイトレスとしてコースの料理を給仕する景子に一方的な嫌がらせを行い終いに頭上からシャンパンをかけて侮辱する。
名取信一（なとり しんいち）
景子の夫。大手銀行に勤務するエリート社員。営業渉外課で課長を務める。物語開始時では30歳（続編では40歳くらい）。
景子とは、由香の紹介で知り合い、結婚するが、結婚前から既に義妹の志保と不倫関係を持つ。ある時に景子が妊娠すると、自分の立場を意識して志保に不倫関係を解消を求めるが、無理やり継続させる志保に自殺するなどと脅される。景子が志保に階段から突き落とされて流産するが、信一と志保との不倫事実を景子に知られる。実家まで足を運び夫婦関係の修復を求めるが景子から突き離され、景子とは修復不能なまま離婚する。自分との子を既に妊娠中の志保とは気乗りなく再婚するが、披露宴のサプライズで登場した景子から志保の過去の暴露だけでなく「子供が生まれたら父親は誰かちゃんと検査したほうがいい」と告げられ、周囲から志保と共に顰蹙を買って職場でも冷たい視線を浴びるようになる。凛花の誕生後も変わらず志保に冷たい態度を取り続ける。ろくに子育てや家事は非協力的で、仕事に明け暮れるものの、景子に似た別の女性との不倫を理由に慰謝料支払うという条件で志保と離婚し、凛花に一切会うことはなかった。
続編（after story）では街中で景子に再会、元夫婦で久しぶりにカフェで会話する。景子を無理に店に引き留めながらも隙を見て志保から渡された睡眠薬を入れるが、その様子を既に動画で撮影した景子にバレる。景子からの条件のもとで志保を裏切ることとなる。志保との離婚後時点で会社の部署を異動させられ、その後は地方へ左遷になったのかどうか、最終的にどうなったか明確に言及されていない。
新井由香（あらい ゆか）
景子の高校時代からの同級生で親友。信一の幼馴染。思ったことははっきりと言うタイプ。現在は、出版社でファッション誌を担当しており、次期編集長と噂されている。
信一の裏切りに傷ついた景子を思い遣る一方で、信一からのメッセージが来ても無視を続ける。離婚から立ち直り再出発に向かって歩む景子を応援している。
続編時点では結婚して息子2人を儲ける。再会した信一から関係を持つよう勧めてきため、以前と変わらず身勝手な信一に愛想をつかす。最終回時点で景子が営業を再開・オープンした新店舗に息子2人とともに訪れる。
拓人（たくと）
志保の大学の同級生・恋人。志保の裏の顔を知っている。
片岡春希（かたおか はるき）
信一との離婚後の景子が社員食堂の栄養士として就職する食品会社の社員。眼鏡をかけている。志保曰く「低スペック男」。
景子と同居・婚約していたが、志保の策略で痴漢疑惑をかけられる。志保による痴漢の濡れ衣に続き、景子の土下座での謝罪の動画（これを命じた志保かその様子を撮影）とネットでの書き込みが社内の上層部に知られ、地方異動の辞令が出る。志保の件で景子と関係が拗れ同居と婚約が自然解消し、左遷後も景子と会うことはなかった。
武藤栄作（むとう えいさく）
高級レストランをいくつか経営するオーナー。母親により女手一つで育ち、高校卒業後から苦労と努力の積み重ねを経て経営者となる。エリカの後輩ホステスの志保と知り合う。自ら経営・所有している「bonheur（ボヌール）」ではアルバイトの景子を初めて知る。志保の連れ子の凛花が高熱になると迎えるよう丁重に勧める。子連れの志保との交際を経て再婚したあと、3人でのタワマン生活を始める。自分を父親として慕う凛花を娘同然に気にかける。続編では離婚後もずっと凛花を案じていて、凛花の養育費・食費を景子に毎月渡しに訪れる。
名取凛花（なとり りんか）→ 相原凛花（あいはら りんか）（一時期 : 武藤凛花（むとう りんか））
初登場時に誕生し、続編時点では7歳くらい。志保と信一の娘で、景子の姪。乳幼児の頃に両親が離婚すると、志保に引き取られ育つ。志保がシングルマザーとして高級クラブで働き、そこで知り合った栄作と再婚したため、栄作の住むタワマンに志保と3人で同居し、可愛らしく賢い女の子に育つ。事業に失敗した栄作が志保と離婚したため、志保との母娘での生活に戻り街中を歩いていたときにスカウトされ、子役としてテレビドラマに出演する。
山咲光代（やまざき みつよ）
病院の院長夫人。栄作と志保と凛花の住むタワマンの奥様方を仕切るボスママ。夫との間には、お受験を控えている娘アンナがいる。
自分と同じようにアンナに整形手術をしてきたことがタワマンの集まりで志保に暴露される。タワマンを出て引っ越した時点で既に志保にボスママの座を奪われる。
稲森詩織（いなもり しおり）
景子の料理研究家付き人として登場、志保と凛花の家政婦を経て、のちに秀人の付き人となる。景子が志保からの度重なる嫌がらせを受け続けたため、景子に協力して志保への復讐を共に行う。
北島秀人（きたじま しゅうと）
ドラマに出演する人気俳優。ドラマの撮影で料理指導担当を務める景子と知り合い、恋愛関係となる。景子の妊娠をきっかけに夫婦となり、娘・愛子に恵まれる。
北島 愛子（きたじま あいこ）
景子と秀人の娘。本編では乳幼児として初登場。続編では従姉の凛花に妹のように可愛がられ両親の愛情を受けて育つ。終盤では凛花に執着する志保に誘拐され階段から転落させられそうになるが、景子による救出、志保の逮捕により危機を免れる。

## テレビドラマ
2024年7月10日（9日深夜）から9月25日（24日深夜）まで日本テレビ系の「ドラマDEEP」枠で放送された。主演は吉谷彩子と浅川梨奈。

### キャスト

#### 主要人物
名取景子（なとり けいこ）→ 相原景子（あいはら けいこ）〈30〉
演 - 吉谷彩子

相原志保（あいはら しほ）→ 名取志保（なとり しほ）→ 武藤志保（むとう しほ）〈22〉
演 - 浅川梨奈（幼少期：横須賀京香）

#### 周辺人物
名取信一（なとり しんいち）〈30〉
演 - 瀬戸利樹
大手銀行勤務のエリート。景子と付き合っており結婚するが、不倫していた志保が妊娠したため離婚し、志保と再婚する。
新井由香（あらい ゆか）〈30〉
演 - 村瀬紗英
出版社でファッション誌の編集部所属。景子の大学からの友人で信一の幼馴染み。
内山拓人（うちやま たくと）〈22〉
演 - 宗像隼司
志保の大学の同級生で恋人。
藤野沙良（ふじの さら）〈30〉
演 - 冨手麻妙
新井由香の同僚。再婚してセレブ夫人になった志保を取材する。
相原紀子（あいはら のりこ）〈58〉
演 - 山下容莉枝
景子と志保の母。いいことがあるとアップルパイを焼く。
相原剛（あいはら つよし）〈58〉
演 - 神保悟志
景子と志保の父。
片岡春希（かたおか はるき）
演 - 三浦貴大
離婚した景子が就職した金山製和食品の社員。景子と婚約する。
武藤栄作（むとう えいさく）
演 - 姜暢雄
志保の再婚相手。飲食店等を経営する武藤グループのオーナー。

#### ゲスト
第9話
店長
演 - 吉田ウーロン太（第10話）
景子が働いている武藤グループ経営のフレンチレストランの店長。
凛花
演 - 永谷咲笑（第10話）
志保の娘。

### スタッフ
- 原作 - 『どうか私より不幸でいて下さい』 さいマサ / エブリスタ 竹野筍・ましき / comico[8]
- 脚本 - 鹿目けい子[8]
- 音楽 - LUO YA JHE、植田能平、コバスリー、TI、ノグチリョウ[8]
- 主題歌 - 紫今「ギンモクセイ」（ソニー・ミュージックレーベルズ）[12]
- 演出 - 長尾くみこ、仙田晋之[8]
- 制作 - 吉田絵[8]
- プロデュース - 藤井良記[8]
- プロデューサー - 伊藤裕史、木口洋介[8]
- 協力プロデューサー - 石井満梨奈[8]
- 制作プロダクション - AX-ON、unicos[8]
- 製作著作 - 日本テレビ[8]

### 放送日程
| 各話   | 放送日  | サブタイトル                           | 演出       |
| ------ | ------- | -------------------------------------- | ---------- |
| 第1話  | 7月10日 | 姉妹の熾烈なマウントバトル開始!        | 長尾くみこ |
| 第2話  | 7月17日 | 姉vs妹vs親友!女の三つ巴バトル!!        | 長尾くみこ |
| 第3話  | 7月24日 | 幸せの絶頂から不幸のどん底へ!          | 長尾くみこ |
| 第4話  | 7月31日 | 狂気MAX!逆上した妹の大暴走!            | 長尾くみこ |
| 第5話  | 8月14日 | 家庭崩壊!?不倫妹が実家で大暴露!        | 仙田晋之   |
| 第6話  | 8月21日 | ついに姉の夫が妹の夫になる!?           | 仙田晋之   |
| 第7話  | 8月28日 | 結婚式乱入!姉の逆襲がついに始まる!!    | 長尾くみこ |
| 第8話  | 9月04日 | 姉の幸せを嗅ぎつけたハイエナ妹が再び!  | 伊藤裕史   |
| 第9話  | 9月11日 | 姉の新生活を阻む妹の狂気的行動とは!?   | 仙田晋之   |
| 第10話 | 9月18日 | 姉妹の不協和音…姉が反撃の狼煙をあげる! | 長尾くみこ |
| 最終話 | 9月25日 | 姉 vs 妹最終決戦!!本当の幸せとは!?     | 長尾くみこ |

### スピンオフドラマ

#### TVerオリジナルストーリー
本編各話の放送終了後から配信中。

##### 配信日程（TVerオリジナルストーリー）
| 話数 | 配信日  | サブタイトル                      |
| ---- | ------- | --------------------------------- |
| #1   | 7月10日 | 姉の不幸を望む妹の裏側            |
| #2   | 7月17日 | 姉の幸せを壊したい妹の悪魔的計画  |
| #3   | 7月24日 | ドロ沼不倫劇のはじまり            |
| #4   | 7月31日 | 姉の幸せを監視する妹の策略        |
| #5   | 8月14日 | 姉を幸せの絶頂から突き落としたい… |

| 日本テレビ系列 ドラマDEEP                   | 日本テレビ系列 ドラマDEEP                                | 日本テレビ系列 ドラマDEEP                           |
| 前番組                                      | 番組名                                                   | 次番組                                              |
| ------------------------------------------- | -------------------------------------------------------- | --------------------------------------------------- |
| 肝臓を奪われた妻 （2024年4月3日 - 6月26日） | どうか私より不幸でいて下さい （2024年7月10日 - 9月25日） | 3年C組は不倫してます。 （2024年10月2日 - 12月18日） |